# Syndroom van Edwards
Bij het syndroom van Edwards of trisomie 18 is er sprake van een trisomie van chromosoom 18, met vaak overlijden voor of vlak na de geboorte. Het syndroom van Edwards is genoemd naar de ontdekker, John Hilton Edwards. Het syndroom wordt gekenmerkt door de volgende verschijnselen:
- een groeiachterstand nog voor de geboorte, in de baarmoeder
- microcefalie
- ernstige mentale retardatie
- ernstig gestoorde motoriek
- micrognathie (een aangeboren ontwikkelingsstoornis van de onderkaak), kleine mond
- kort sternum
- grauwe huidskleur
- hirsutisme
- hand- en voetafwijkingen
- aangeboren hartafwijking
- genitale afwijking
- hernia diaphragmatica

Al deze problemen maken het syndroom van Edwards zelden met leven verenigbaar.
Net als bij alle andere non-disjunctieaandoeningen (bijvoorbeeld syndroom van Down en Syndroom van Patau) stijgt de incidentie van trisomie 18 bij een stijgende leeftijd van de moeder tijdens zwangerschap.